# Калверт Бич (Мериленд)
Калверт Бич (енгл. Calvert Beach) насељено је место без административног статуса у америчкој савезној држави Мериленд.

## Демографија
По попису из 2010. године број становника је 808.
| Група             | 2000.    | 2010.       |
| Белци             | 0 (0,0%) | 681 (84,3%) |
| Афроамериканци    | 0 (0,0%) | 65 (8,0%)   |
| Азијати           | 0 (0,0%) | 6 (0,7%)    |
| Хиспаноамериканци | 0 (0,0%) | 43 (5,3%)   |
| Укупно            | 0        | 808         |